# Lena Kupke
Lena Kupke (* 4. Januar 1986 in Aachen) ist eine deutsche Stand-up-Comedienne und Schauspielerin.

## Leben
Lena Kupke wurde 1986 in Aachen geboren. Sie studierte an der Universität Bonn Anglistik und Geschichte und erwarb einen Bachelor-Abschluss. 2011 begann Kupke in Köln Theaterkurse zu besuchen und spielte ab 2012 in Stücken der Studiobühne Köln mit. 2014 schrieb und inszenierte sie dann dort ihre eigenen Stücke.

## Karriere
2016 begann ihre Stand-up-Karriere. In diesem Jahr war sie Finalistin beim NightWash Talent Award, einem Nachwuchs-Comedy-Format. Seither ist Kupke regelmäßig im Fernsehen zu sehen, insbesondere in verschiedenen ZDF/KiKA-Formaten wie Heroes, Studio Schmitt oder Leider lustig.
2021 erschien im ZDF ihr erstes Comedy-Special. Ebenfalls 2021 erschien ein Sachbuch im Piper Verlag mit dem Titel Wahrheit oder Pflicht: Was ich übers Frausein gelernt habe. Von 2021 bis Juli 2022 moderierte sie zusammen mit Gülsha Adilji den Podcast Eisenmangel. Von 2023 bis 2024 veröffentlichte sie sowohl den Podcast PRIVATE TALK mit Lena Kupke als auch gemeinsam mit Comedy-Autor Tim Löhrs den Podcast Stoßlüften.

## Bücher
- Wahrheit oder Pflicht: Was ich übers Frausein gelernt habe. Piper Verlag, München 2021, ISBN 978-3-492-06307-4.